# 10.000 AC
10.000 AC (10,000 BC) è un film epico del 2008, co-scritto, diretto e co-prodotto da Roland Emmerich.

## Trama
Intorno al 10.000 a.C. una tribù di cacciatori-raccoglitori chiamata Yagahl vive ai piedi di una catena montuosa (monti Urali) e sopravvive cacciando mammut imperiale. Qui un giovane cacciatore di nome D'Leh conquisterà l'amore della sua vita, la bella Evolet, la ragazza dagli occhi blu, scampata dall'eccidio del suo villaggio, e la "Lancia bianca", grazie al fatto di aver ucciso da solo un mammut. Questo avviene grazie alla profezia della Vecchia Madre per cui D'Leh sarà capo del villaggio e sposerà Evolet. Tuttavia, D’Leh è consumato dalla colpa per non aver guadagnato la "Lancia bianca" in modo equo, in quanto l'uccisione del mammut è avvenuta in maniera fortuita. Dopo aver parlato col suo amico Tic'Tic, rinuncia alla "Lancia bianca", perdendo il suo matrimonio con Evolet.
Quando arriva l'inverno e la neve, una banda di misteriosi guerrieri a cavallo (schiavisti lontani discendenti degli atlantidei), che chiamano "demoni a quattro zampe", attacca il villaggio e rapisce Evolet, insieme ad altri membri della tribù. Questi guerrieri sono gli stessi che avevano sterminato il villaggio di Evolet e vivono oltre le montagne. D'Leh, Tic'Tic, Ka'Ren e il giovane Baku partono per salvare i loro compagni e raggiungono un'area boschiva e lussureggiante, popolata da Uccelli del terrore (Titanis welleri), dove cercano di liberare Evolet. Il salvataggio non riesce e anche Ka'Ren e Baku vengono catturati, e Tic'Tic viene ferito.
Durante la caccia, D’Leh cade in una trappola insieme a un gigantesco Smilodonte, intrappolato sotto a un tronco e che, a causa dell'acqua piovana, rischia di affogare. Poiché l'unico modo per risalire è di liberare il gigantesco animale che blocca il passaggio, D’Leh parla all'animale che in qualche modo riesce a capirlo, lo libera e in cambio questi non lo attacca. Il ragazzo torna da Tic'Tic che, dopo essersi ripreso, gli consente di continuare la ricerca. Si imbattono quindi in un villaggio di Naku, abitato dai primi agricoltori che, come altre tribù della zona, erano stati venduti come schiavi agli atlantidei, durante le loro traversate dell'Atlantico secoli prima; dopo decenni di schiavitù, alcuni di essi probabilmente erano riusciti ad affrancarsi parzialmente dai loro crudeli padroni. Questi, vedendo i nuovi venuti come degli estranei, cercano di attaccarli. In aiuto di D’Leh ricompare l'enorme tigre dai denti a sciabola, che lo protegge arrestando l'imminente scontro. D’Leh guarda negli occhi il gigantesco felino, capendo che gli ha ricambiato il favore per averlo salvato la notte prima. 
I Naku, stupiti per quello che è appena accaduto, gli rivelano la profezia che chiunque parli con uno Smilodonte, che chiamano "dente a lancia", aiuterà a liberare il loro popolo. Apprende da loro che suo padre è stato loro ospite fino a quando non è stato catturato dagli schiavisti; Tic'Tic gli svela che era partito per salvare il suo popolo dalla fame e che non era un codardo come tutti pensavano.
Diverse tribù formano una coalizione per inseguire i predoni, con D'Leh come loro leader. Trovano le navi che tengono Evolet e le loro famiglie, ma senza alcun mezzo per seguirle. Viaggiano attraverso il deserto, fino alla foce del fiume dove sorge una civiltà avanzata simile all'antico Egitto, costituita da esuli sopravvissuti all'inabissarsi della loro isola (Atlantide), governata da una figura enigmatica conosciuta come "L'Onnipotente"; nell'isola, i rapiti Yagahl lavorano come schiavi. I guerrieri che hanno rapito Evolet e i suoi compagni erano solo dei cacciatori di schiavi, mandati dall'Onnipotente insieme ai mammut per trovare manodopera per innalzare le piramidi.
Durante un raid notturno, D'Leh viene a sapere dell'Onnipotente, di come ucciderlo e del destino di suo padre, che è morto schiavo. Il gruppo viene avvistato dalle guardie, che vengono uccise da Tic'Tic prima di soccombere alle sue ferite ricevute. I sacerdoti dell'Onnipotente credono che Evolet sia destinata a uccidere l'Onnipotente: questa convinzione è basata sulle cicatrici lasciate dalla frusta sulle sue mani, che corrispondono alle stelle chiamate il "Marchio del Cacciatore", e su un'antica profezia che prevede la caduta della loro civiltà. L'Onnipotente si rende conto che Evolet è semplicemente l'araldo del vero cacciatore.
D'Leh riuscirà a scatenare una battaglia contro i guerrieri nobili devoti al Dio della Piramide. Egli sarà successivamente  trafitto dal giovane cacciatore dopo una trattativa finita male, dimostrando a tutti che colui che credevano un Dio era in realtà un vecchio sciocco privo di forze. Questo scatena la rivolta degli schiavi, che finalmente tornano a essere gente libera.
Alla fine della battaglia, mentre D'Leh cerca di ricongiungersi con Evolet, questa verrà ferita mortalmente con una freccia dal capo dei guerrieri, innamoratosi di lei; il capo fa capire a D'Leh che, se non la potrà avere lui, non l'avrà nessuno. D'Leh si vendica uccidendolo, ma la Vecchia Madre, da sempre in contatto telepatico con i cacciatori, donerà il suo ultimo respiro di vita a Evolet. Sulla via del ritorno, al momento dei saluti, il capo della tribù Nakudu dona a D'Leh dei sacchetti, contenenti semi di grano, che permetteranno alla sua tribù di conoscere l'agricoltura, ancora sconosciuta al popolo del giovane capo. Evolet e D'Leh tornano al loro villaggio, dove finalmente trionfa la pace e l'armonia della natura.
Esiste un finale alternativo: Baku, dopo anni, narra la storia a un bambino, che gli chiede che fine aveva fatto la Montagna degli Dei. Baku gli risponde che era stata dimenticata, insieme a questa civiltà.

## Animali comparsi
- Mammut imperiale
- Smilodonte
- Titanis walleri
- Cavallo (Hippidion)
- Condor
- Gazzella (Capromeryx)

## Produzione
Emmerich e il compositore Harald Kloser scrissero una sceneggiatura ispirandosi, in parte, a quanto ipotizzato nel libro Impronte degli dei del giornalista britannico Graham Hancock, intervistato nel documentario di 13 minuti All'alba della civiltà presente nei contenuti extra dell'edizione casalinga del film, presentandola poi alla Columbia Pictures, la quale, dopo aver dato semaforo verde alla proposta dei due, incaricò John Orloff della realizzazione di una nuova versione basata sul lavoro originale. A causa di un conflitto su tempi e modalità di realizzazione in un calendario per la Columbia già colmo di progetti, sotto la guida della Sony Pictures Entertainment il film fu ceduto alla Warner Brothers. Sotto la nuova supervisione, Matthew Sand fu incaricato di una seconda riscrittura e, al termine del lavoro, Robert Rodat del rimaneggiamento finale.
Il processo di selezione del cast artistico è stato aperto nell'ottobre 2005, puntando alla scelta di attori sconosciuti o esordienti sia per meglio adempiere allo sfondo dell'opera che per contenere il bilancio relativo alle spese degli artisti:
Nel febbraio 2006 vengono scelti Steven Strait e Camilla Belle come protagonisti.
Con un budget di 105 milioni di dollari, il 25 aprile 2006 sono cominciate le riprese in Namibia, per poi spostarsi a ruota in: Sudafrica, Thailandia, e nelle regioni meridionali della Nuova Zelanda.
I produttori hanno impiegato diciotto mesi per migliorare le scene in grafica computerizzata in cui erano presenti gli animali preistorici, realizzati interamente in digitale.
Si era pensato di girare il film utilizzando lingue antiche per rendere più scenica l'atmosfera arcaica rappresentata, ma Emmerich respinse l'idea perché a suo dire avrebbe tolto emozione all'opera.

## Distribuzione
Il film è uscito nelle sale negli Stati Uniti il 7 marzo 2008, mentre in quelle italiane il 14 marzo 2008.

## Accoglienza

### Incassi
In Stati Uniti e Canada ha incassato un totale di 94784201 $, per un totale di circa 269,784 milioni di dollari a livello mondiale, a fronte di un costo stimato di 95 milioni di dollari.

### Critica
Il film ha ricevuto in generale giudizi negativi da parte della critica, ricevendo però buoni giudizi riguardo agli effetti speciali.